# Samir Bekrić
Samir Bekrić (Tuzla, 20 ottobre 1984) è un ex calciatore bosniaco, di ruolo centrocampista, attuale direttore sportivo del Željezničar.

## Palmarès

### Club

#### Competizioni nazionali
- Campionato bosniaco: 1

Željezničar: 2012-2013
- Coppa di Bosnia: 1

Željezničar: 2011-2012